# Dsp3杂化
dsp3杂化是指一个原子内的一个n-1d轨道、一个ns轨道和三个np轨道发生杂化的过程。原子发生dsp3杂化后，上述n-1d轨道、ns轨道和np轨道便会转化成为五个杂化轨道，称为“dsp3杂化轨道”。五个dsp3杂化轨道分别存在于两个平面上，其中，位于水平面的三个杂化两两之间的夹角皆为120°，另有两个杂化轨道位于轴向平面、对称地分布于水平平面两侧。一般认为dsp3杂化的水平杂化轨道是由px、py和s轨道组成的，而轴向杂化轨道则同样由dz²和pz组成。因为dsp3杂化轨道与d3sp杂化轨道相似，两者常被等同看待。但dsp3杂化轨道的能量比较高，因此较不稳定。所以dsp3杂化可以转变为d3sp杂化。